# Dubai Tennis Championships 2023
Dubai Tennis Championships 2023 a fost un turneu profesionist de tenis de nivel ATP 500 din Circuitul ATP 2023 și un turneu WTA 1000 din Circuitul WTA 2023. Ambele evenimente au avut loc la Aviation Club Tennis Center din Dubai, Emiratele Arabe Unite. Turneul feminin a avut loc în perioada 19–25 februarie, iar turneul masculin în perioada 27 februarie – 4 martie. A fost cea de-a 31-a ediție a turneului masculin și cea de-a 23-a ediție a turneului feminin.

## Campioni

### Simplu masculin
Pentru mai multe informații consultați Dubai Tennis Championships 2023 – Simplu masculin

### Simplu feminin
Pentru mai multe informații consultați Dubai Tennis Championships 2023 – Simplu feminin

### Dublu masculin
Pentru mai multe informații consultați Dubai Tennis Championships 2023 – Dublu masculin

### Dublu feminin
Pentru mai multe informații consultați Dubai Tennis Championships 2023 – Dublu feminin

## Distribuție puncte și premii în bani

### Puncte
| Probă           | C   | F   | SF  | QF  | R16 | R32 | R56 | Q   | Q2  | Q1  |
| Simplu masculin | 500 | 300 | 180 | 90  | 45  | 0   | N/A | 20  | 10  | 0   |
| Dublu masculin  | 500 | 300 | 180 | 90  | 0   | N/A | N/A | 45  | 25  | 0   |
| Simplu feminin  | 900 | 585 | 350 | 190 | 105 | 60  | 1   | 30  | 20  | 1   |
| Dublu feminin   | 900 | 585 | 350 | 190 | 105 | 1   | N/A | N/A | N/A | N/A |

### Premii în bani
| Probă           | C        | F        | SF       | QF      | R16     | R32     | R56    | Q2     | Q1     |
| Simplu masculin | $523,330 | $256,565 | $129,100 | $65,655 | $34,100 | $17,980 | N/A    | $3,980 | $2,030 |
| Dublu masculin* | $157,570 | $77,140  | $38,690  | $19,860 | $10,270 | N/A     | N/A    | N/A    | N/A    |
| Simplu feminin  | $520,615 | $260,310 | $130,030 | $59,960 | $29,695 | $15,240 | $7,835 | $4,360 | $2,245 |
| Dublu feminin*  | $148,845 | $75,310  | $37,275  | $18,765 | $9,510  | $4,695  | N/A    | N/A    | N/A    |

*per echipă